# Bryan Ramírez
Bryan Josías Ramírez León (ur. 11 sierpnia 2000 w Esmeraldas) – ekwadorski piłkarz występujący na pozycji skrzydłowego, od 2023 roku zawodnik LDU Quito.